# Marcellus H. Evans

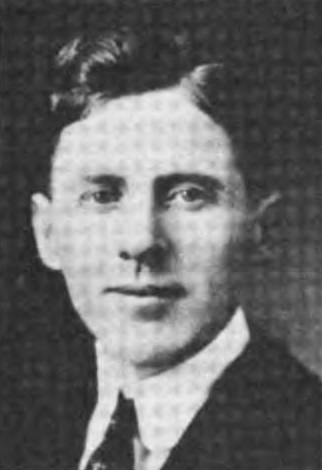
Marcellus H. Evans

Marcellus Hugh Evans (* 22. September 1884 in Brooklyn, New York; † 21. November 1953 ebenda) war ein US-amerikanischer Jurist und Politiker. Zwischen 1935 und 1941 vertrat er den Bundesstaat New York im US-Repräsentantenhaus.

## Werdegang
Marcellus Hugh Evans wurde, ungefähr vier Monate nachdem Alaska eine Zivilverwaltung erhielt und zum District of Alaska umbenannt wurde, in der damals noch eigenständigen Stadt Brooklyn geboren und wuchs dort auf. In dieser Zeit besuchte er dort die St. John the Baptist School und die St. James Academy. 1910 graduierte er an dem rechtswissenschaftlichen Fachbereich der Fordham University. Seine Zulassung als Anwalt erhielt er 1910 und begann dann in Brooklyn zu praktizieren. Zwischen 1922 und 1926 saß er in der New York State Assembly und zwischen 1927 und 1934 im Senat von New York.
Politisch gehörte er der Demokratischen Partei an. Bei den Kongresswahlen des Jahres 1934 wurde er im fünften Wahlbezirk von New York in das US-Repräsentantenhaus in Washington, D.C. gewählt, wo er am 4. Januar 1935 die Nachfolge von Loring M. Black junior antrat. Er wurde zweimal wiedergewählt. Im Jahr 1940 erlitt er bei seiner Wiederwahlkandidatur eine Niederlage und schied nach dem 3. Januar 1941 aus dem Kongress aus. Danach kandidierte er als Republikaner erfolglos für den 77. Kongress.
Nach dem Ende seiner letzten Amtszeit nahm er wieder seine Tätigkeit als Anwalt auf. Er verstarb am 21. November 1953 in Brooklyn und wurde dann auf dem Calvary Cemetery in Long Island City beigesetzt.